# Окунеєво
Окуне́єво (рос. Окунеево) — село у складі Зирянського району Томської області, Росія. Входить до складу Високівського сільського поселення.

## Населення
Населення — 271 особа (2010; 358 у 2002).
Національний склад (станом на 2002 рік):
- росіяни — 96 %